# Cheiracanthium danieli
Cheiracanthium danieli là một loài nhện trong họ Miturgidae.
Loài này thuộc chi Cheiracanthium. Cheiracanthium danieli được Benoy Krishna Tikader miêu tả năm 1975.